# Embrace, extend and extinguish
Pour les articles homonymes, voir EEE.
« Embrace, extend and extinguish », signifiant « Adopte, étend et étouffe », « Embrace, extend, and exterminate », « Adopte, étend et extermine », ou encore « Embrace and extend », est un slogan que le département de la Justice des États-Unis a révélé comme étant utilisé par Microsoft en interne pour décrire sa stratégie d’introduction de produits : appliquer des standards largement utilisés, les étendre ou prolonger de façon à créer des standards propriétaires, puis utiliser les différences au détriment de ses concurrents. 
La variante la plus courante, « embrace, extend and extinguish », a été révélée la première fois lorsque le directeur d'Intel, Steven McGeady (en), a plaidé que le vice-président de Microsoft Paul Maritz (en) a utilisé cette phrase dans une réunion avec Intel en 1995, pour décrire la stratégie de Microsoft face à Netscape, la plateforme Java et Internet,. Dans ce contexte, la phrase soulignait la phase finale de la stratégie de Microsoft, d’éloigner les clients des concurrents plus petits.

## Description
Dans la plupart des circonstances, Microsoft a appliqué une stratégie en trois étapes : 
1. Embrace : Microsoft développe des logiciels substantiellement compatibles avec les produits concurrents, ou implémentant un standard public ;
2. Extend : Microsoft ajoute et fait la promotion de fonctions non supportées par les produits concurrents, créant des problèmes d’interopérabilité pour les clients souhaitant demeurer « neutres » ;
3. Extinguish : Les extensions Microsoft deviennent un standard de facto en raison de leur position dominante sur le marché, ce qui marginalise les concurrents et crée un obstacle majeur à d’éventuels nouveaux concurrents.

Le département de la Justice américain et les journalistes dans le domaine de l’industrie logicielle arguent que le but de cette stratégie est d’atteindre une situation de monopole,,. Microsoft défend que cette stratégie n’est pas une violation de la concurrence, mais une volonté de deviner ce que les clients désirent.

## Exemples
- Les sociétés ont avancé que Microsoft a implémenté le support ActiveX dans Internet Explorer pour interdire la compatibilité avec le navigateur Web Netscape, qui utilise des composants en Java ainsi que son système de plugin. Dans le cadre de la poursuite judiciaire, les plaignants ont accusé Microsoft d’employer la même stratégie envers la plate-forme Java, lui préférant J/Direct qui poursuit un but comparable.
- Le navigateur web Internet Explorer ne respecte pas les recommandations du W3C.
- Microsoft Office a longtemps permis aux utilisateurs d’importer des fichiers WordPerfect ainsi que Lotus 1-2-3, mais sauvegarder un document Office dans ces formats cause des problèmes de compatibilité.
- Aujourd’hui, certains utilisateurs de Linux pensent que Microsoft essaye d'appliquer cette stratégie sur Linux[11]. Cette publication et d'autres qui ont suivi ont laissé les utilisateurs sceptiques[12].

## Dans la culture
L'expression « Embrace and extend » apparaît en 1996 dans une chanson par Dean Ballard, employé de Microsoft, qui traite de la réorganisation de la compagnie en raison de la concurrence avec les autres entreprises de logiciels Internet, en particulier Netscape,.